# Алтайський сільський округ
Алта́йський сільський округ (каз. Алтай ауылдық округі, рос. Алтайский сельский округ) — адміністративна одиниця у складі Теренкольського району Павлодарської області Казахстану. Адміністративний центр — село Алтай.
Населення — 897 осіб (2021; 1144 у 2009, 1770 у 1999, 2149 у 1989).
Станом на 1989 рік існували Вірненська сільська рада (села Львівка, Світличне, Тимофієвка) та Комунарська сільська рада (село Фрументьєвка). 2013 року до складу округу було приєднано територію ліквідованого Комунарського сільського округу. Село Тимофієвка було ліквідоване 2017 року. 2023 року Вірненський сільський округ отримав сучасну назву.

## Склад
До складу округу входять такі населені пункти:
| Населений пункт    | Старі назви | Населення, осіб (1989) | Населення, осіб (1999) | Населення, осіб (2009) | Населення, осіб (2021) |
| ------------------ | ----------- | ---------------------- | ---------------------- | ---------------------- | ---------------------- |
| Алтай, село        | Львівка     | 896                    | 741                    | 577                    | 609                    |
| Світличне, село    | -           | 4                      | -                      | -                      | -                      |
| Тимофієвка, село   | -           | 351                    | 177                    | 55                     | -                      |
| Фрументьєвка, село | -           | 898                    | 852                    | 512                    | 288                    |